# Схенус черноватый
Схенус черноватый (лат. Schoenus nigricans) — вид травянистых растений рода Схенус (Schoenus) семейства Осоковые (Cyperaceae).

## Ботаническое описание
Многолетние дернистые травы, 20—50 см высотой. Корневище укороченное, ветвистое. Стебли 20—50 см длиной, простые, цилиндрические, голые, низко облиственные, вдвое длиннее листьев. Влагалища самых нижних листьев чёрно-бурые, выше они красно-бурые или жёлто-бурые, блестящие, с рано отмирающей, узко-желобчатой пластинкой.
Соцветие — верхушечная головка, состоящая из 5—10 колосков, с двумя прицветными листьями, нижний прицветный лист с узкой, шиловидно-желобчатой пластинкой, значительно (иногда в несколько раз) превышающей соцветие, а второй с шиловидной пластинкой короче соцветия, оба черновато-коричневые. Колоски ланцетно-заострённые, 2—3-цветковые. Кроющие чешуи яйцевидно-ланцетные, по килю шершавые, черновато-бурые, к верхушке и к краям более светлые; околоцветных щетинок 3—5, короче орешка, иногда отсутствуют. Орешек яйцевидный или продолговатый, около 1,5 мм длиной, трёхгранный, молочно-белый, блестящий. Цветение и плодоношение от июня до августа.

## Распространение и экология
Европа, Кавказ, Западная и Средняя Азия. Растёт по болотистым лугам и на морском побережье.

## Охрана
Вид внесён в Красную книгу Севастополя. На территории Севастополя отмечен на Гераклейском полуострове (около мысов Виноградный и Фиолент) и на побережье бухты Ласпи. Охраняется на территории памятника природы «Прибрежный аквальный комплекс у мыса Фиолент».